# Шарлотт (округ, Вірджинія)
Шаблон:StateAbbr_ 37°01′ пн. ш. 78°40′ зх. д. / 37.01° пн. ш. 78.66° зх. д.
Округ  Шарлотт (англ. Charlotte County) — округ (графство) у штаті  Вірджинія, США. Ідентифікатор округу 51037.

## Історія
Округ утворений 1764 року.

## Демографія
За даними перепису 2000 року загальне населення округу становило 12472 осіб, усе сільське. Серед мешканців округу чоловіків було 5977, а жінок — 6495. В окрузі було 4951 домогосподарство, 3437 родин, які мешкали в 5734 будинках. Середній розмір родини становив 3.
Віковий розподіл населення поданий у таблиці:
| Стать    | До 15 років | 15-21 | 22-29 | 30-39 | 40-49 | 50-65 | 65-85 | Понад 85 |
| -------- | ----------- | ----- | ----- | ----- | ----- | ----- | ----- | -------- |
| Чоловіки | 1231        | 546   | 490   | 831   | 915   | 1056  | 844   | 64       |
| Жінки    | 1265        | 535   | 505   | 834   | 915   | 1166  | 1109  | 166      |

## Суміжні округи
- Принс-Едвард — північ
- Луненберг — схід
- Мекленберг — південний схід
- Галіфакс — південний захід
- Кемпбелл — захід
- Аппоматтокс — північний захід

## Виноски
1. ↑  http://www.co.charlotte.va.us/history.htm
2. ↑  U.S. Decennial Census. United States Census Bureau. Архів оригіналу за 26 квітня 2015. Процитовано 1 січня 2014.
3. ↑  Historical Census Browser. University of Virginia Library. Архів оригіналу за 11 серпня 2012. Процитовано 1 січня 2014.
4. ↑  Population of Counties by Decennial Census: 1900 to 1990. United States Census Bureau. Архів оригіналу за 15 грудня 2013. Процитовано 1 січня 2014.
5. ↑  Census 2000 PHC-T-4. Ranking Tables for Counties: 1990 and 2000 (PDF). United States Census Bureau. Архів оригіналу (PDF) за 18 грудня 2014. Процитовано 1 січня 2014.
6. ↑  State & County QuickFacts. United States Census Bureau. Архів оригіналу за 8 липня 2011. Процитовано 1 січня 2014. [Архівовано 2011-06-07 у Wayback Machine.](англ.) Наведено за англійською вікіпедією.
7. ↑  American FactFinder. Бюро перепису населення США. Архів оригіналу за 26 лютого 2012. Процитовано 31 січня 2008. [Архівовано 2008-05-21 у Wayback Machine.]

| США | Це незавершена стаття з географії США. Ви можете допомогти проєкту, виправивши або дописавши її. |